# A Grande Noitada
A Grande Noitada é um filme brasileiro de 1997, do gênero drama, estrelado por Othon Bastos e dirigido por Denoy de Oliveira, que morrera sem ver a estréia do filme.
Othon Bastos interpretou pela segunda vez um marido hostilizado pela esposa vivida novamente pela atriz Esther Góes. A primeira vez foi na novela Felicidade de Manoel Carlos que foi ao ar pela Rede Globo em 1991.

## Sinopse
Um rico industrial, Tristão Roque Brasil, vivido por Othon Bastos, amarga uma derrota fragorosa nas eleições para prefeito. Quando sua empresa quase lança no mercado um produto estragado, Tristão tem um princípio de enfarte. Em casa, a vida de Tristão é ainda mais decepcionante. A esposa o trata com frieza e seus filhos só querem seu dinheiro. A única alegria está nos momentos que passa assistindo a óperas. Rumando solitário para a récita de 'Elixir do Amor', Tristão encontra Mimi, uma manicure que o leva para o que seria sua primeira relação extraconjugal. E, em meio à noitada, Tristão tem um novo ataque, desta vez fatal. Morto na casa da manicure, torna-se um inconveniente problema: Mimi está em liberdade condicional.

## Elenco
- Othon Bastos....Tristão Roque Brasil
- Ítalo Rossi....Butuca
- Esther Góes....Nedda
- Sílvia Pompêo....Mimi
- Renato Borghi....Bêbado
- Luciano Chirolli....Carlito/Charlotte
- José Rubens Chachá....Massa
- Carlos Capeletti....Zunia Scarpia
- Maria Alice Vergueiro....Brunilde
- Júlio Calasso....Mango Jacaré
- Graça Berman....Lourdes Coxão
- Ruthinéia de Moraes
- Augusto Pompêo
- Maracy Mello
- Vicentini Gomez
- Flávio Portho
- Iris Decallafe

## Premiações
Prêmio Especial da Crítica e Ator Coadjuvante Augusto Pompêo, XXX Festival de Brasília do Cinema Brasileiro, DF, 1998. 